# تم (ملكة)
تم ، ملكة مصرية قديمة غير حاكمة أو زوجة ملك عاشت في عهد الأسرة الحادية عشرة ، و هي زوجة الملك منتوحتب الثاني و أم الملك منتوحتب الثالث. و دفنت في المقبرة رقم (Tomb DBXI.15) في منطقة الدير البحري ضمن مجمع زوجها الجنائزي.
و قد عاشت بعد وفاة زوجها و دفنت خلال عهد ابنها ، ومن المرجح أنها كانت من أصل غير ملكي ، حيث لا يوجد دليل في قبرها يشير إلى أصل ملكي لها. و اسمها مذكور فقط على تابوتها و على مائدة قربان.
و قد تم اكتشاف مقبرتها عام 1883 من قبل اللورد دوفيرين

## ألقابها
- زوجة الملك و حبيبته.
- أم الملك.
- أم ملك مصر العليا والسفلى.
- عظيمة صولجان حتس (المفضلة عند الملك).[4]